# Смерть Ивана Ильича
«Смерть Ива́на Ильича́» — повесть Л. Н. Толстого, над которой он работал с 1882 по 1886 год, внося последние штрихи уже на стадии корректуры. В произведении рассказывается о мучительном умирании судейского чиновника средней руки.
Повесть широко признана одной из вершин мировой литературы и величайшим свершением Толстого в области малой литературной формы. Входит во Всемирную библиотеку (серия книг Норвежского книжного клуба).

## Сюжет
В начале повести чиновники обсуждают новость о смерти своего коллеги, Ивана Ильича Головина. Каждый из них обдумывает, что он лично может извлечь из этой смерти. Подчеркнув эгоизм «живых трупов», стремящихся прожить жизнь «приятно и прилично», автор обращается к обстоятельному, натуралистичному рассказу о болезни и умирании Ивана Ильича: «Прошедшая история жизни Ивана Ильича была самая простая и обыкновенная и самая ужасная».
Автор курсивно обрисовывает историю «приличной и приятной» жизни своего героя, вершиной которой стало приобретение им «прелестной квартирки», обставленной в «комильфотном стиле». Пытаясь показать обойщику, как следует вешать гардины, Иван Ильич упал с лесенки. Это падение стало началом его болезни, дававшей на первых порах знать себя тупой болью в боку. Со временем она переросла в неумолимый телесный распад (хотя диагноз так и остался неизвестным).
Испуская дух, он видит перед собой свет и испытывает истинное счастье. Проводником его души к подлинной жизни становится мужик Герасим, продолжающий галерею толстовских персонажей из народа, которые особенно близки к природе (мужик из «Трёх смертей», Платон Каратаев).

## Прототип
Прототипом главного героя, несмотря на его принципиальную обобщённость, считается Иван Ильич Мечников, тульский прокурор, в котором Толстой чувствовал незаурядного человека. Тяжело больной Мечников поражал окружающих «разговорами о бесплодности проведённой им жизни»; его знаменитый брат Илья Ильич полагает, что в своей повести Толстой «дал наилучшее описание страха смерти».

## Мнения
Я каждый раз восхищаюсь, когда перечитываю короткие рассказы Толстого, например «Смерть Ивана Ильича»... Какая восхитительная работа!

### Положительные оценки
К почитателям повести относили себя И. А. Бунин («Освобождение Толстого»), Ю. В. Трифонов, Хулио Кортасар, классики экзистенциализма.
- «Этот рассказ — самое яркое, самое совершенное и самое сложное произведение Толстого» (В. В. Набоков).[3]
- «Ни у одного народа, нигде на свете нет такого гениального создания. Всё мало, всё мелко, всё слабо и бледно в сравнении с этими 70-ю страницами» (В. В. Стасов).[4]
- «Прочёл „Смерть Ивана Ильича“. Более чем когда-либо я убеждён, что величайший из всех когда-либо и где-либо бывших писателей-художников, есть Л. Н. Толстой. Его одного достаточно, чтобы русский человек не склонял стыдливо голову, когда перед ним высчитывают всё великое, что дала человечеству Европа…» (П. И. Чайковский).[5]
- «Каждый врач любой специальности должен внимательнейшим образом прочитать этот рассказ, сильнее которого нет в мировой литературе на эту тему, и перед ним раскроются те бездны ужаса и сомнений, которые переживают раковые больные» (А. Т. Лидский).[6]

### Критика
- «Говорить о „Смерти Ивана Ильича“, а тем паче восхищаться будет по меньшей мере неуместно. Это нечто такое, что перестаёт уже быть искусством, а является просто творчеством» (И. Н. Крамской).[7]
- «Я в своё время внимательно прочёл „Смерть Ивана Ильича“. Ничего, кроме скучного любопытства не испытал. Дело в том, что героизация обычного человека никогда не может удасться. В нём нет ничего интересного, в обычном человеке. Он не достоин ни жалости, ни удивления. Потому и неудача» (Э. В. Лимонов).[8]

## Влияние на науку и культуру

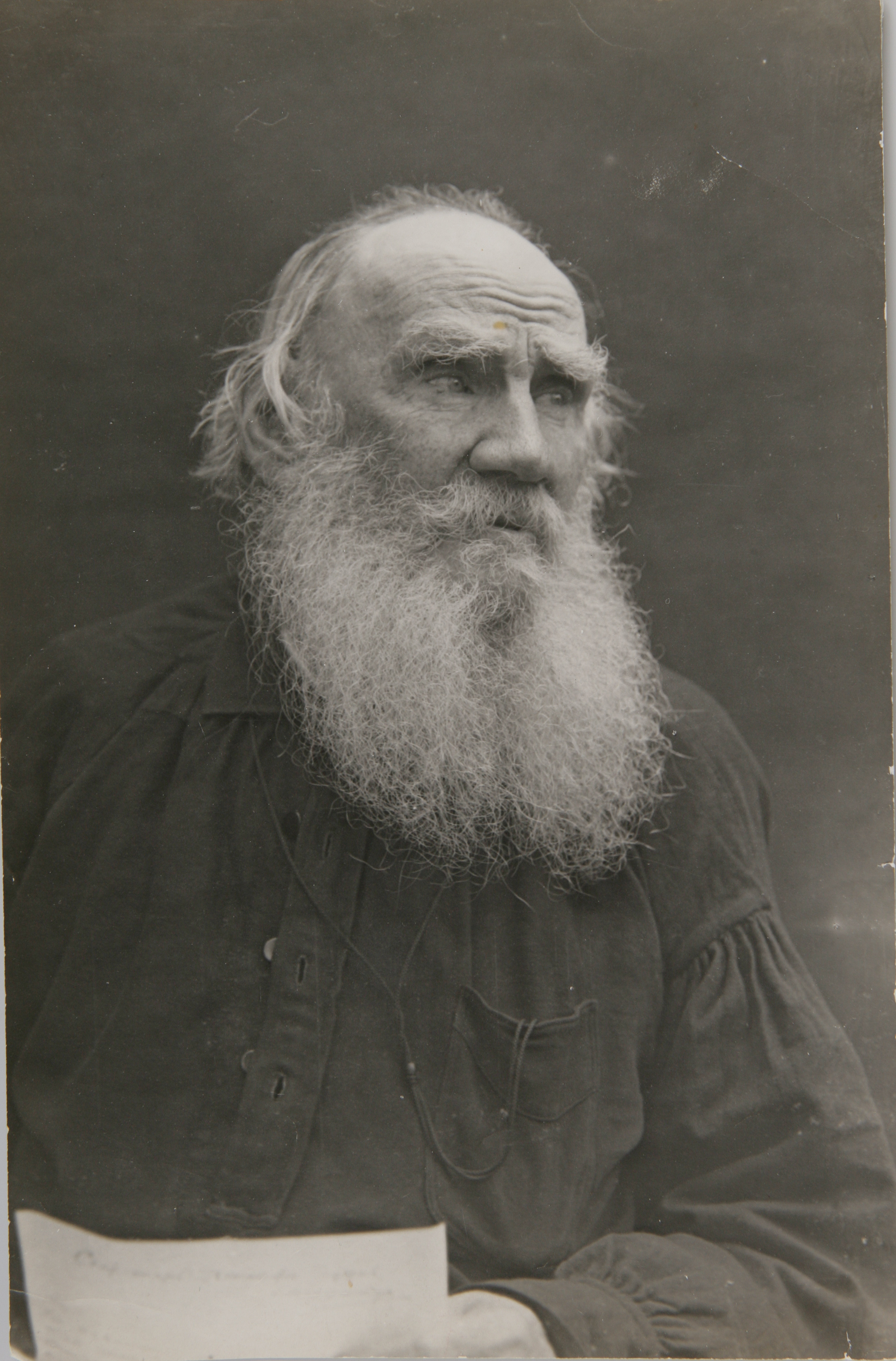
Лев Толстой, автор повести

### Наука
- Повесть особо упоминается в знаменитой книге «Воля к смыслу» классика психологии, создателя логотерапии Виктора Франкла.
- Также повесть упоминается в книге еще одного экзистенциального психотерапевта Ирвина Ялома «Вглядываясь в солнце. Жизнь без страха смерти».

### Кинематограф
- Акира Куросава вдохновлялся повестью Толстого при написании сценария фильма «Жить» (1952). В нём ситуация повести взята за отправную точку сюжетосложения.
- Венгерский кинорежиссёр Имре Михайфи в 1965 году снял телефильм «Смерть Ивана Ильича». В главной роли: Лайош Башти
- Немецкий кинорежиссёр (ФРГ) Хансгюнтер Хайме в 1967 году снял телефильм «Смерть Ивана Ильича» / Der Tod des Iwan Iljitsch. В главной роли: Ульрих Мачосс[нем.]
- Слова из повести звучат в фильме Пьера Паоло Пазолини «Теорема» (1968).
- В 1970 году в рамках телесериала Одиннадцатый час[исп.] был снят телефильм Смерть Ивана Ильича
- В 1974 году был снят французский телефильм «Смерть Ивана Ильича». /La mort d’Ivan Ilitch. Режиссёр Нат Лилиенштейн. В главной роли Франсуа Симон[фр.]
- Сюжет повести был использован в снятом в 1979 году британском фильме «Вопрос веры» / A Question of Faith режиссёра Colin Nears
- Александр Кайдановский в качестве дипломной работы на Высших режиссёрских курсах создал в 1985 году киноверсию повести, которую озаглавил «Простая смерть…». Фильм получил высокие оценки кинокритиков и приз на кинофестивале в Малаге. Главную роль в фильме сыграл Валерий Приёмыхов.
- Английский режиссёр Бернард Роуз снял вне контрактов с какой-либо кинокомпанией на цифровую любительскую видеокамеру фильм «Ivans XTC» (2000), основанный на повести Толстого. Действие произведения перенесено на американскую почву.
- В фильме «Мы здесь больше не живём» (2004) главный герой, преподаватель литературы, обсуждает повесть на семинаре вместе со студентами.
- В телесериале «Разделение» (2022) в кульминационном эпизоде «Chikhai Bardo» (2025)[англ.] доктор Мауэр берёт книгу с полки жены протагониста, снисходительно пролистывает её и безучастно предрекает финал истории.